# Aeschylia mira
Aeschylia mira är en stekelart som beskrevs av Boucek 1988. Aeschylia mira ingår i släktet Aeschylia och familjen puppglanssteklar. Inga underarter finns listade i Catalogue of Life.